# Volta a Llombardia 2009
La Volta a Llombardia 2009, 103a edició d'aquesta clàssica ciclista, es disputà el dissabte 17 d'octubre de 2009, amb un recorregut de 242 km entre Varese i Como. Aquesta edició fou guanyada pel belga Philippe Gilbert, que d'aquesta manera guanyava la seva quarta cursa consecutiva. El segon classificat, amb el mateix temps, fou l'espanyol Samuel Sánchez.
Aquesta era la darrera prova del calendari mundial de l'UCI 2009.

## Classificació general
|    | Ciclista            | Equip                          | Temps      |
| -- | ------------------- | ------------------------------ | ---------- |
| 1  | Philippe Gilbert    | Silence-Lotto                  | 5h 43' 46" |
| 2  | Samuel Sánchez      | Euskaltel–Euskadi              | m. t.      |
| 3  | Aleksandr Kólobnev  | Team Saxo Bank                 | + 4"       |
| 4  | Luca Paolini        | Acqua & Sapone – Caffè Mokambo | m. t..     |
| 5  | Johnny Hoogerland   | Vacansoleil                    | m. t.      |
| 6  | Robert Gesink       | Rabobank ProTeam               | m. t.      |
| 7  | Aleksandr Vinokúrov | Astana Qazaqstan Team          | m. t.      |
| 8  | Daniel Martin       | Garmin-Slipstream              | m. t.      |
| 9  | Juan José Cobo      | Fuji-Servetto                  | m. t.      |
| 10 | Cadel Evans         | Silence-Lotto                  | m. t.      |